# Д’Аркур, Анри-Клод
Анри-Клод д’Аркур (фр. Henri-Claude d'Harcourt; 1 января 1704 — 2 декабря 1769) — граф д’Аркур, французский генерал, участник войн за Польское и Австрийское наследство.
Шестой сын герцога Анри д’Аркура и Мари Анн Клод Брюлар. До 1742 года носил титул шевалье д’Аркур.
Поступил на французскую службу в 1720 году мушкетёром. 30 января 1721 года стал капитаном в полку генерал-полковника драгун. Стал командиром этого полка 17 ноября 1722 года.
19 ноября 1723 года назначен знаменосцем в роту Орлеанских жандармов, с чином командира кавалерийского полка.
20 июля 1725 года получил должность первого корнета Беррийских шеволежеров, а 6 сентября 1728 года командование драгунским полком Аркура. Командовал им в лагере на Самбре 31 августа — 30 сентября 1732 года, в районе Мессина в 1733 году, при осаде Филиппсбурга в 1734 году и в Рейнской армии в 1735 году.
1 января 1740 года произведён в бригадиры. После женитьбы 15 января 1742 года принял титул графа д’Аркура.
Сопровождал маршала Бель-Иля в посольстве к Рейхстагу, избравшему императором Карла VII Альбрехта, 16 февраля 1742 года доставил королю известие о коронации императора, проведенной 12 февраля.
1 мая был направлен в Баварскую армию под командование своего брата герцога д’Аркура. Отличился в кампании в Баварии, затем выступил к границам Богемии под началом маршала Мальбуа. Участвовал в снабжении продовольствием осажденного Браунау. Зимой вернулся во Францию.
1 апреля 1743 года снова определён в Баварскую армию, 14 мая произведен в лагерные маршалы. Оставив свой полк, в июле вернулся во Францию вместе с 3-й дивизией; 1 августа отправлен в Седан под начало брата.
1 апреля 1744 года определён в армию Мозеля, внес вклад в победу над генералом Надашди у Саверна, затем присоединился к Рейнской армии и участвовал в осаде и взятии Фрайбурга.
1 апреля 1745 года направлен во Фландрскую армию короля, сражался при Фонтенуа, участвовал во взятии города и цитадели Турне.
С 1 мая 1746 года служил в армии принца де Конти, участвовал в осадах Монса и Шарлеруа, а после соединения с армией короля — в осаде Намюра и битве при Року.
1 января 1748 года произведен в лейтенант-генералы.
1 ноября 1755 года получил должность лейтенант-генерала области Блезуа в губернаторстве Орлеане.

## Семья
Жена (15.01.1742): Мари-Мадлен Тибер-де-Мартре, графиня де Шиверни (ум. 1780), дочь Жака-Аннемона Тибер-де-Мартре (ум. 1734) и Маргарит-Мадлен де ла Гранж-Трианон